# Casa Guasch
La Casa Guasch és una obra noucentista de Sabadell (Vallès Occidental) protegida com a Bé Cultural d'Interès Local. Des d'abril del 2023 és la nova seu del Centre Metal·lúrgic.

## Descripció

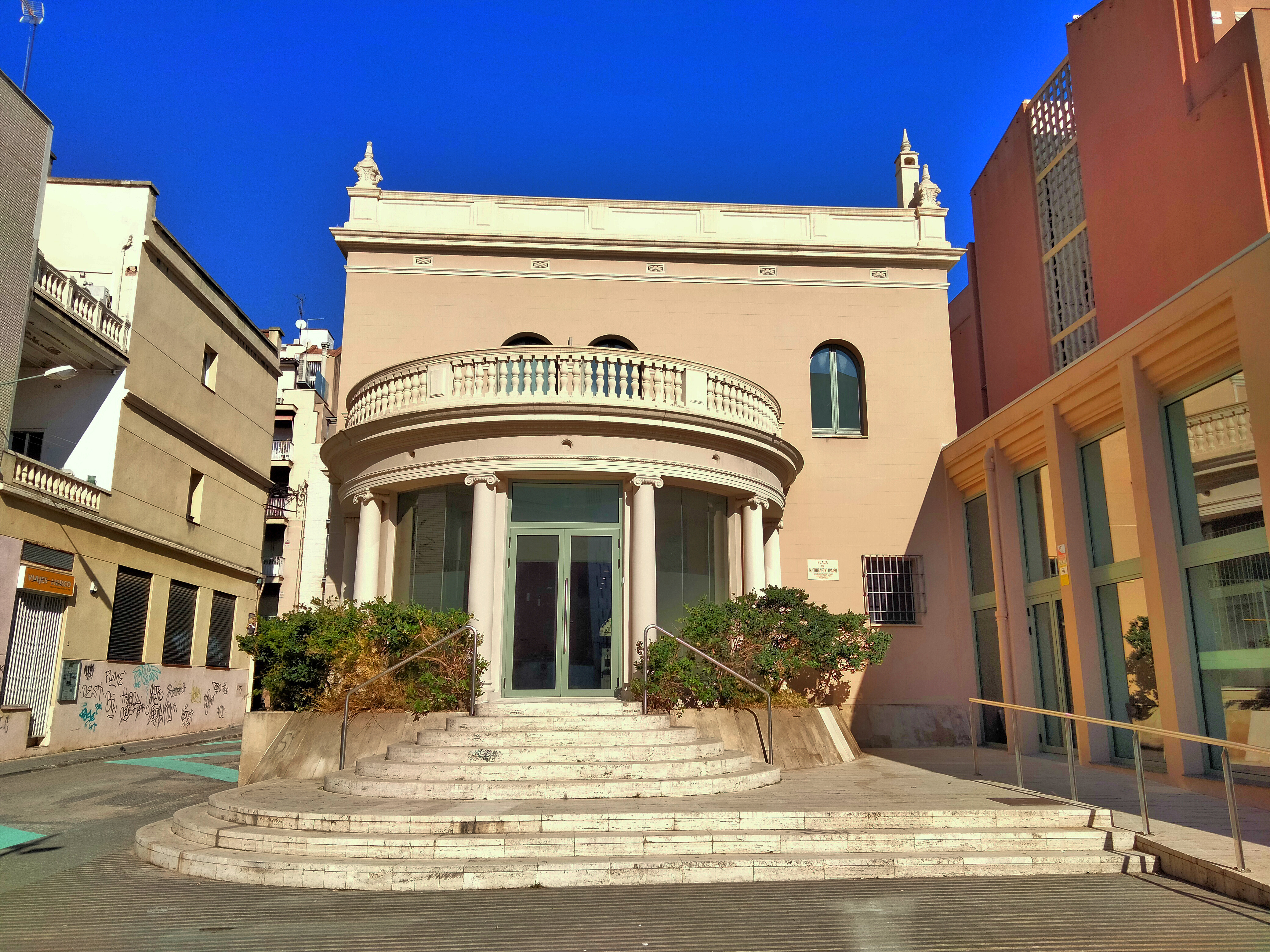
Façana posterior, plaça Miquel Crusafont i Pairó

Està concebut com a palauet urbà, cantoner, format per planta baixa i dos pisos destinats a habitatge i per un cos lateral de planta baixa dedicat a despatx. Té un espaiós jardí posterior al qual dona una galeria de planta semicircular. Les façanes estan tractades amb elements neoclàssics, pilastres embegudes, frontons sobre els balcons, columnes jòniques a la galeria i baranes de balustres als terrats que es disposen a diferents nivells.

## Història
El jardí original va ser reformat.